# Папуга-довгокрил жовтоокий
Папуга-довгокрил жовтоокий (Poicephalus crassus) — вид папугоподібних птахів родини папугових (Psittacidae). Поширений в Центральній Африці.

## Поширення
Більша частина ареалу цього птаха лежить в Центральноафриканській Республіці. Трапляється також в суміжних районах на сході Камеруну, півдні Чаду, півночі Демократичної Республіки Конго та заході Південного Судану. Мешкає у відкритих лісах та саванах.

## Опис
Птах завдовжки до 25 см. Основний колір оперення зелений. Проте на шиї та голові оперення темно-коричневе. Вушні покриви сріблясто-сірі. Нижня частина дзьоба жовтувато-рогового кольору, а верхня — від сіро-коричневого до чорнуватого.